# 斯圖爾特·帕金
斯圖爾特·史提芬·帕沃斯·帕金（英語：Stuart Stephen Papworth Parkin，1955年12月9日—），生於英格蘭沃特福德，英国物理學家，IBM院士，為IBM阿爾馬登研究中心（IBM Almaden Research Center）電磁研究組的負責人。2014年千禧年科技獎得主。2024年查爾斯·斯塔克·德雷珀獎得主。

## 生平
自2014年4月1日起斯圖爾特·帕金教授任德国马克斯普朗克微观物理学研究所所长及哈雷-维滕贝格大学物理系教授。

## 榮譽
2014年4月，因其在自旋電子材料方面的工作而被授予千禧年科技獎，“造就了數位資訊儲存能力的驚人成長”。
2024年，因其「自旋電子學領域的發明」榮獲查爾斯·斯塔克·德雷珀獎。
1. ↑  . Technology Academy Finland.   [9 April 2014]. （原始内容存档于2 September 2014）.
2. ↑  Davis, Nicola. . The Guardian. 9 April 2014  [9 April 2014]. （原始内容存档于10 April 2014）.
3. ↑  . www.draper.com. 3 January 2024  [15 January 2024]. （原始内容存档于2024-01-19） （英语）.